# Mormyrus kannume
Mormyrus kannume е вид лъчеперка от семейство Mormyridae. Видът не е застрашен от изчезване.

## Разпространение
Разпространен е в Бурунди, Египет, Етиопия, Кения, Руанда, Судан, Танзания и Уганда.

## Описание
На дължина достигат до 1 m.
Популацията на вида е намаляваща.